# Holger Saarmann
Holger Saarmann (* 1971 in Hagen) ist ein in Berlin lebender deutscher Musiker.

## Leben
Er studierte Gesang und Gitarre im Rahmen eines Lehramtsstudiums (Musik, Germanistik) an der Universität Bamberg. Nach Klezmer-Projekten in den 1990er Jahren profilierte er sich seit 2000 mit überwiegend deutschsprachigen Lieder- und Chanson-Abenden.
Seinen Gesang begleitet er vornehmlich auf der Konzertgitarre. Auf CD-Einspielungen hört man ihn auch an Akkordeon, Flöten, (E-)Bass und anderen Instrumenten. Saarmann komponiert und textet eigene Lieder, pflegt aber auch ein umfassendes Repertoire an bekannten und vergessenen Volksliedern, die er für Konzert- und CD-Darbietungen bearbeitet.
Als Komponist wie als Bearbeiter bedient sich Saarmann gern barocker und klassisch-romantischer Kompositionstechniken, greift aber immer wieder auch auf populäre Stile (Folk, Rock, Bossa Nova) zurück. In seinen Texten, die formell manchmal an klassische Balladen (im Sinne von Geschichten in Versen) erinnern, neigt Saarmann zu lyrisch-rätselhaften Betrachtungen mit hintergründigem Humor und philosophisch-spiritueller Tragweite. Im Genre der Liedermacher ist Saarmann stilistisch in der Nachbarschaft von Christof Stählin, Gerhard Schöne und dem Italiener Angelo Branduardi zu suchen.
Von 2014 bis 2024 war Saarmann – gemeinsam mit dem Liedermacher und Musikproduzenten Andreas Albrecht – Gastgeber der monatlichen Kleinkunstreihe "Geschmacksverstärker" im Berliner Zebrano-Theater.
2019 trat er erstmals als Arrangeur und Produzent für den Kollegen Frank Viehweg in Erscheinung (CD "Herbsteskommen – nach Gedichten von Louis Fürnberg", Raumer Records).
Seit 2016 engagiert sich Saarmann für den künstlerischen Nachlass Christof Stählins, dessen Poetik-Seminare er einige Jahre zuvor besuchte. 2017 war er Mitbegründer der Christof-Stählin-Gesellschaft (e.V.) und seither (Mit-)Herausgeber unterschiedlicher postumer Veröffentlichungen. Das von ihm koordinierte Tribute-Album "Nur meine Lieder" (BuschFunk) erhielt 2022 den Preis der deutschen Schallplattenkritik.

## Auszeichnungen
Im Sommer 2007 wurde Holger Saarmann bei Songs an einem Sommerabend mit dem Förderpreis der Hanns-Seidel-Stiftung ausgezeichnet.
Mehrere seiner Alben wurden für den Preis der deutschen Schallplattenkritik nominiert.
Sein Album "Phantomzeit" erhielt 2025 den Förderpreis (1. Platz) der Liederleute e.V.

## Diskografie
- 2001: Hüt dich, schöns Blümelein!
- 2003: Falls jemand danach fragt
- 2003: Der Mond geht auf die Reise
- 2007: Lieder, so deutsch wie der Wilde Westen  – mit Vivien Zeller
- 2009: So küsste mich meine Friseuse
- 2017: Gestern ist auch noch ein Tag
- 2021: Selber leuchten
- 2023: Phantomzeit